# ジョルダン・シエバチュ
テオソン＝ジョルダン・シエバチュ(Theoson-Jordan Siebatcheu、1996年4月26日 - )は、アメリカ合衆国・ワシントンD.C.出身の同国代表サッカー選手。ボルシア・メンヒェングラートバッハ所属。ポジションはFW。

## 経歴

### クラブ
7歳のときにスタッド・ランスの下部組織に入団。2015年1月31日のトゥールーズFC戦でリーグ・アンデビューをするが、同シーズンにチームはリーグ・ドゥに降格した。
2017年10月24日、リーグ・ドゥの9月の月間最優秀選手に選出される。同シーズンには17ゴールを挙げる活躍で、ランスのリーグ・アン復帰に大いに貢献した。
2018年6月12日、スタッド・レンヌに移籍した。
2020年9月13日、BSCヤングボーイズに2021年夏までのレンタル移籍で加入することが発表された。契約には買取オプションが含まれている。
2021年5月18日、BSCヤングボーイズに完全移籍し、2024年までの契約を結んだ。
2022年6月30日、1.FCウニオン・ベルリンに移籍した。
2023年8月31日、2023-24シーズンはボルシア・メンヒェングラートバッハへレンタル移籍することが決定した。

### 代表
2021年3月25日、ジャマイカ代表戦で代表初出場を果たした。

## タイトル

### クラブ
BSCヤングボーイズ
- スーパーリーグ：1回
  - 2020-21

### 個人
- スーパーリーグ得点王 : 1回 (2021-22)